# Río Marico
El río Marico o Madikwe es un río en el sur de África . Hay una serie de presas en su cuenca. La ciudad de Groot Marico lleva el nombre del río Marico. Después de unirse en su margen derecha con el río Cocodrilo, se lo conoce como el río Limpopo .

## Curso

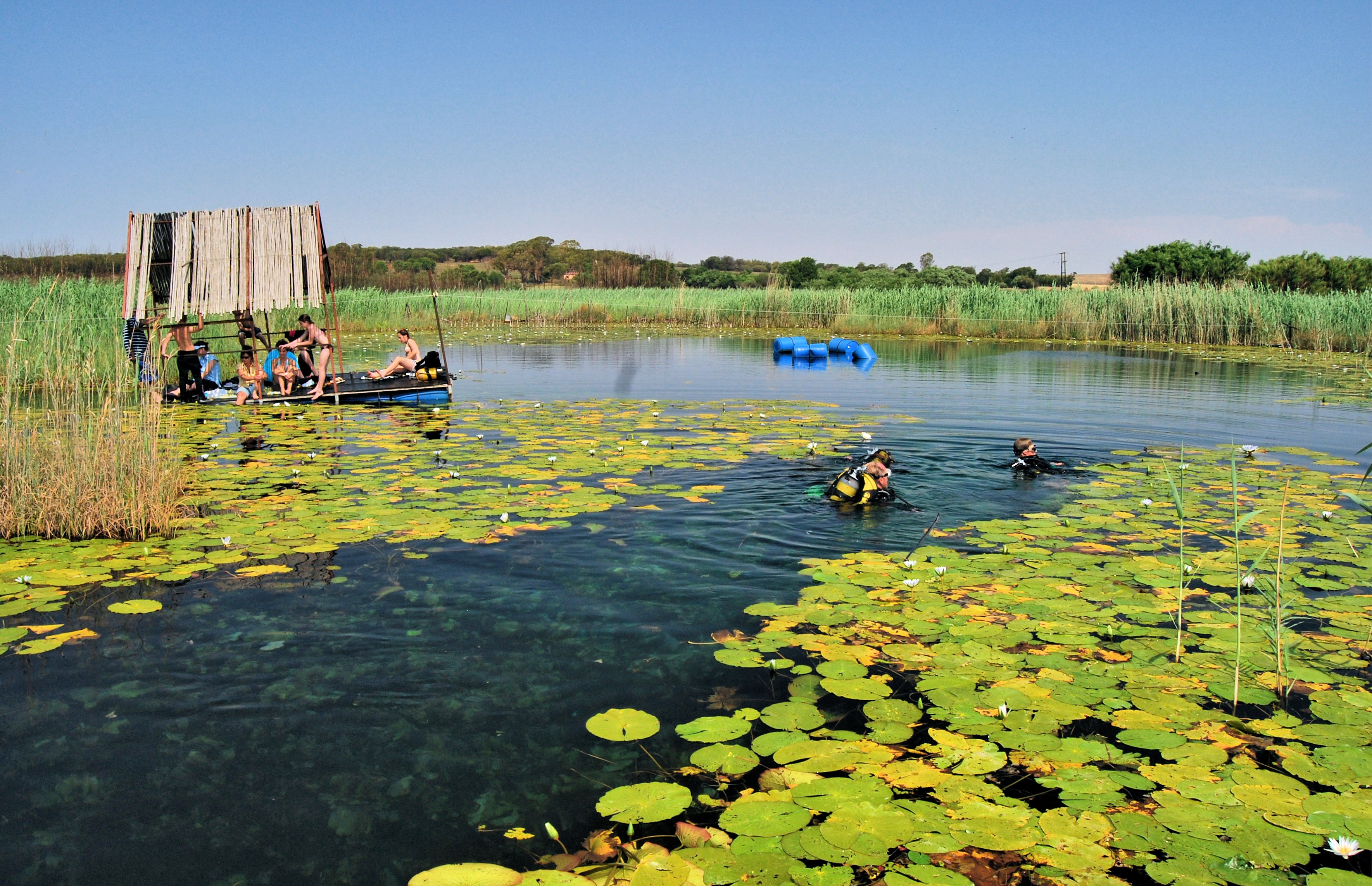
Ojo de Marico, el nacimiento del río Marico

El río comienza como río Groot Marico [Gran Marico] en el ojo de Marico, cerca de Rustenburg y Swartruggens en la provincia del noroeste de Sudáfrica. El nacimiento del río es un gran hoyo dolomítico en el suelo con agua clara, que también es un espectacular lugar para bucear. Fluye hacia el norte como el Gran Marico y más abajo, el río Klein Marico [Pequeño Marico], más pequeño, une fuerzas. Por un tramo se llama río Madikwene, pero después de que el río Sehubyane (Sandsloot) se une a su margen izquierda, vuelve al nombre Marico.
Sigue fluyendo hacia el norte, doblando hacia el noreste y formando la frontera entre Sudáfrica y Botsuana. Más abajo, el río Cocodrilo se une al río Marico por la derecha y el nombre de la corriente tras la confluencia se convierte en el río Limpopo. A unos 5 km de la confluencia, el río Notwane se une al Limpopo desde el suroeste.

## Represas en la cuenca del río
El río Marico es parte del Área de Manejo de Agua Cocodrilo (Oeste) y Marico . Las presas en la cuenca del río son:
- Presa Molatedi
- Presa de Kromellenboog
- Presa Marico-Bosveld
- Presa de Uitkyk
- Presa de Klein-Maricopoort
- Presa de Sehujwane
- Presa de Madikwe